# Simon Fokke

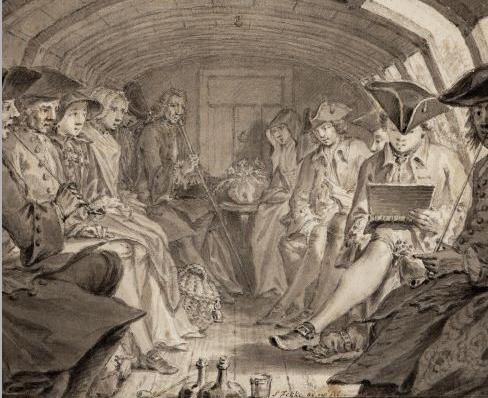
Het Tekencollege in de trekschuit

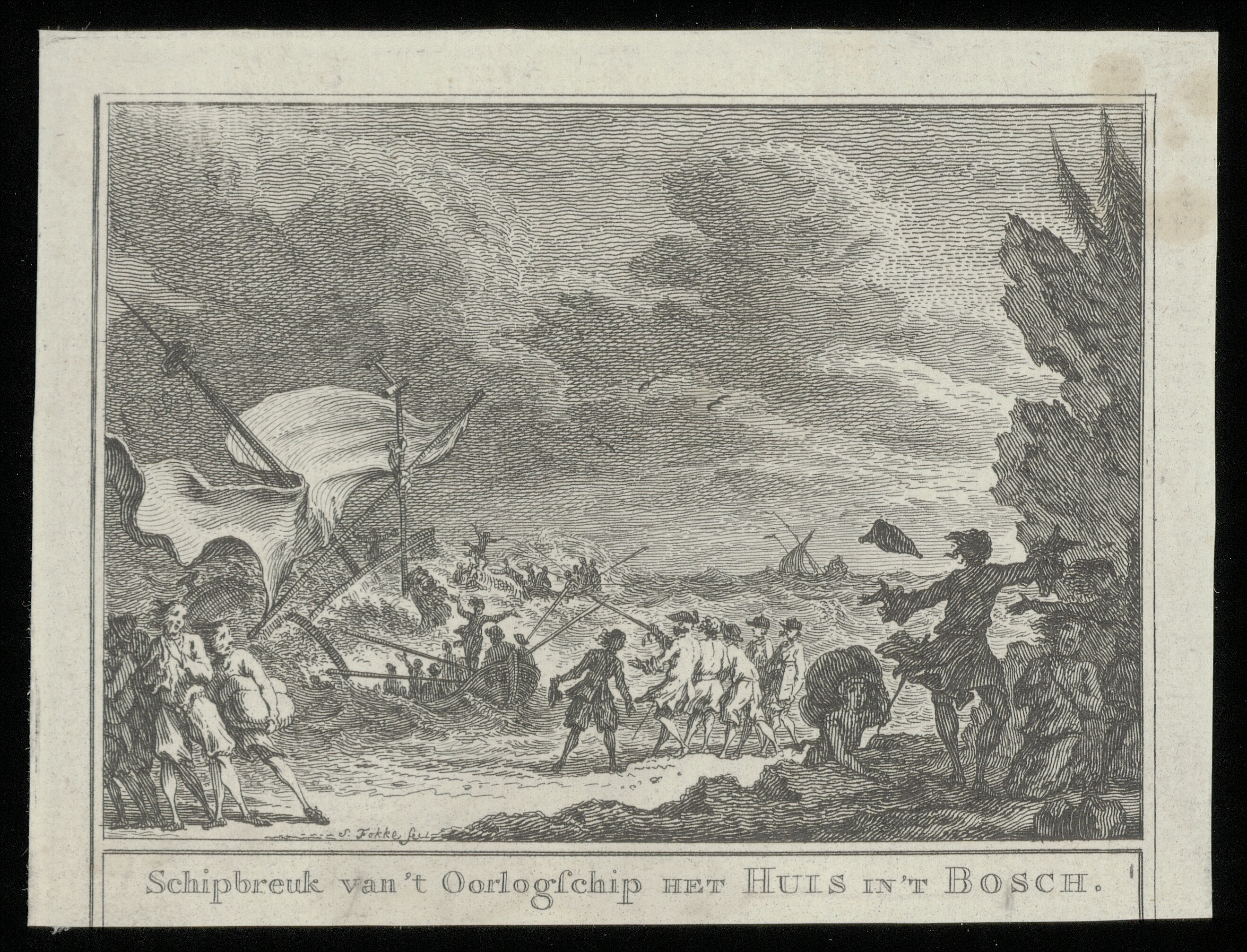
Prent gemaakt door Simon Fokke, getiteld 'Schipbreuk van t oorlogschip Huis in 't Bosch.

Simon Fokke (Amsterdam, gedoopt op 4 september 1712 – begraven op 16 april 1784) was een Nederlandse ontwerper, etser, graveur en toneelspeler.

## Biografie
Simon was de zoon van Arend Focke, een zeeman afkomstig uit Blokzijl, tevens toneelspeler, en Margaretha Hoff. Zijn ouders woonden aan de Prinsengracht; hij is gedoopt in de Noorderkerk. Hij was een leerling van Jan Caspar Philips en werkte voornamelijk voor boekverkopers aan kleine portretten en tafereeltjes, die hij met enthousiasme uitvoerde, maar toch vooral oppervlakkig. Hetzelfde moet gezegd worden van de vele tekeningen die hij heeft achtergelaten.
Simon Fokke is twee keer getrouwd geweest, in 1740 en in 1752. Bij zijn ondertrouw woonde hij resp. op de Fluwelenburgwal en in de Utrechtsedwarsstraat. Simon Fokke stierf in het huis van zijn jongste zoon, Arend Fokke Simonsz, een boekhandelaar en gevierd spreker, woonachtig in de Kalverstraat.

## Werken
- Zelfportretten.
- Gezicht op de haven van Livorno naar Vernet.
- Een gezicht nabij Narni, in Lombardije naar Vernet.
- Zes platen van Nederlands gezichten, met rivieren, schepen, en schaatsers naar Avercamp.
- Verschillende portretten voor Tycho Hofman's Portraits historiques des hommes illustres de Dannemark 1741.
- Verschillende platen van eigen ontwerp voor Wagenaars Vaderlandsche Historie 1749-1759.
- Het Verdrag van de Vrede van Münster naar Terborch.
- De verloren zoon naar Spagnoletto, in het Gemäldegalerie Alte Meister te Dresden.
- Jacob hoedt de Kudde van Laban naar Spagnoletto, in het Gemäldegalerie Alte Meister te Dresden.
- De dood van Dido een burleske, naar C. Troost.

## Werk in openbare collecties (selectie)
- Rijksmuseum Amsterdam, Amsterdam[5]